# Stratonikos aus Kyzikos
Stratonikos (altgriechisch Στρατόνικος) aus Kyzikos war ein antiker griechischer Bildhauer und Toreut (Metallarbeiter), der im 2. Jahrhundert v. Chr. tätig war.
Stratonikos ist nicht durch überlieferte Werke, sondern nur durch die literarische Überlieferung bekannt. Er wird an vier Stellen der Naturalis historia beim älteren Plinius sowie einmal bei Athenaios erwähnt. Laut Plinius, schuf Stratonikos neben den Bildhauern Phyromachos, Isigonos und Antigonos in Pergamon eine Darstellung mit den Kämpfen zwischen Attalos und Eumenes sowie den Galatern (die sogenannte „Galliergruppe“). Weiterhin wird er als Verfertiger von Philosophenporträts genannt, zudem als  Ziseleur (caelator) oder Toreut. Plinius bedauerte es, dass trotz des Ruhmes, den Stratonikos hatte, zu seiner Zeit schon keine der Hauptwerke mehr erhalten waren.